# 19149 Boccaccio
A 19149 Boccaccio (ideiglenes jelöléssel 1990 EZ2) egy kisbolygó a Naprendszerben. Eric Walter Elst fedezte fel 1990. március 2-án.
Nevét Giovanni Boccaccio (1313 – 1375) olasz író, költő után kapta.